# گارماسه
گارماسه نام منطقه ای در فلاورجان استان اصفهان در ایران است.که از مناطق ساحلی زاینده رود است.در سالهای قبل زیبایی بیشه زارهای اطراف گارماسه و حاشیه زاینده رود باعث افزایش مسافران و گردشگران استان اصفهان به این منطقه شده است. 

## معنی کلمه گارماسه
1. گار به معنی جا و مکان می‌باشد و ماسه هم به معنی شن و ماسه است و بخاطر اینکه ساحل رودخانه زاینده رود در قدیم در این محل دارای شن و ماسه فراوان بوده است به این نام خوانده می‌شود.
2. گورماسه به معنی معدن ماسه

## جمعیت
جمعیت گارماسه ۱۵ هزار نفر طبق سرشماری سال ۱۴۰۰